# Associação de Futebol de Liechtenstein

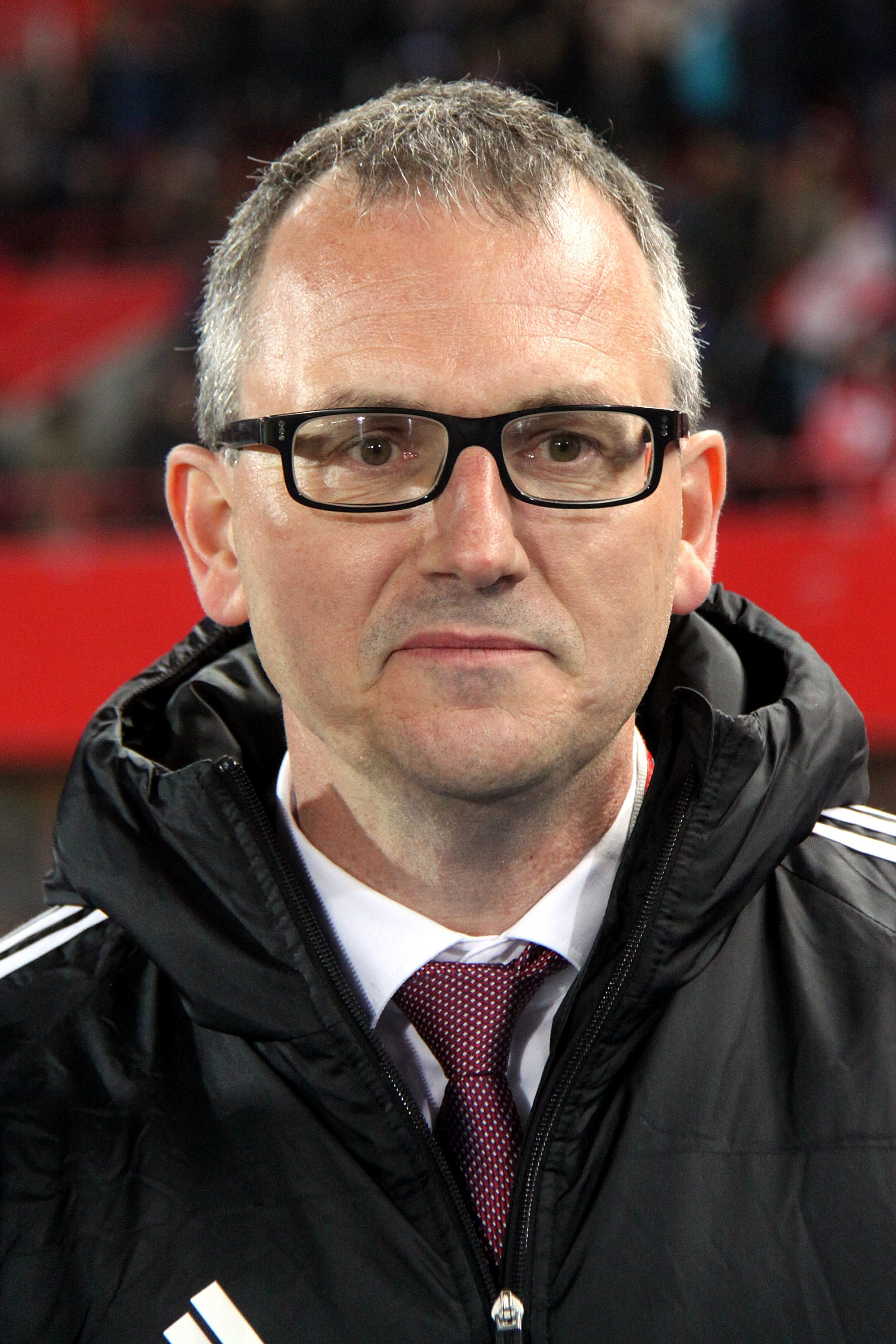
Presidente Hugo Quaderer

A Associação de Futebol de Liechtenstein (em alemão: Liechtensteiner Fußballverband) é a associação dirigente do futebol de Listenstaine (ou Liechtenstein). Organiza a seleção nacional e a Copa de Liechtenstein de Futebol. Como o referido país tem um número muito pequeno de clubes, não possui a própria liga nacional. Assim, os clubes do principado disputam o Campeonato Suíço. A sede da associação está localizada na capital Vaduz.

## Ver Também
- Seleção Liechtensteiniense de Futebol